# Jaime Bravo (calciatore)
Jaime Alejandro Bravo Jeffery (Rancagua, 4 aprile 1982) è un ex calciatore cileno, di ruolo portiere.